# Кённам (футбольный клуб)
«Кённам» — южнокорейский футбольный клуб из города Чханвон. Образован в 2005 году. Домашние матчи проводит на арене «Чханвонский футбольный центр», вмещающей 15 116 зрителей. В настоящий момент выступает в Кей-лиге 2, втором по значимости футбольном турнире Южной Кореи. Главным достижением команды является выход в финал Кубка Республики Корея в 2008 году. В Кей-лиге клуб не поднимался выше 4-го места.

## Достижения
- Кубок Республики Корея:
  - Финалист (1): 2008.
- Кубок корейской лиги:
  - Третье место (1): 2006.

## Тренеры
- Пак Хан Со (2006—2007)
- Чо Гван Рэ (2008—2010)
- Илия Петкович (2013)
- Пак Сон Хва (2015)
- Соль Ги Хён (2020 — н. в.)